# آسپرا

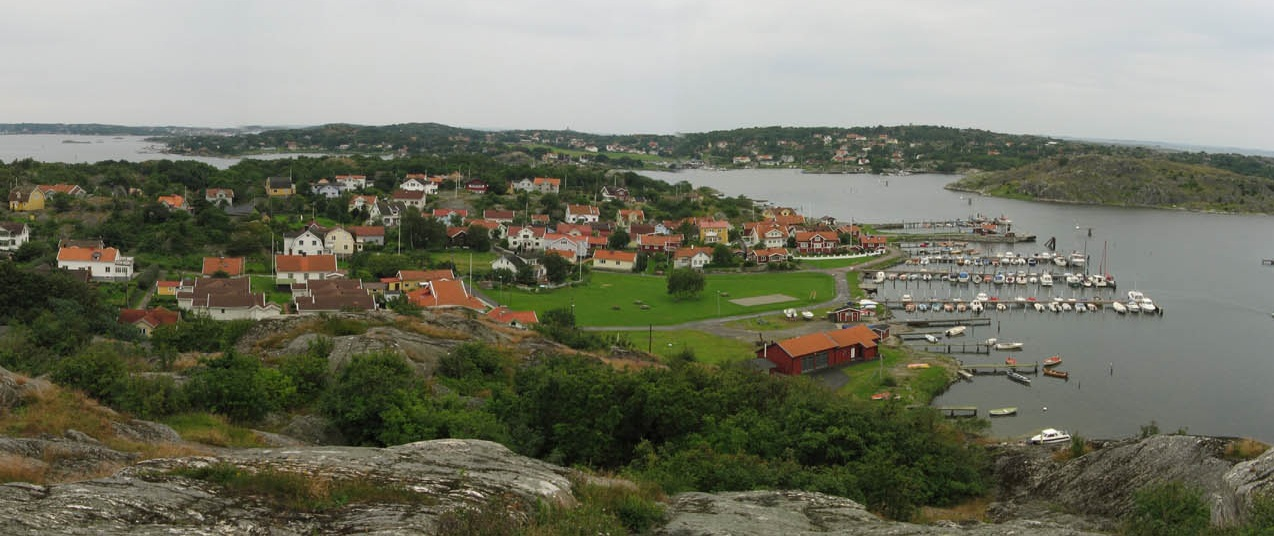
منطقه زیبای آسپرا

آسپرا (به سوئدی: Asperö) یک منطقهٔ مسکونی در سوئد است که در بخش یوتبری واقع شده‌است. آسپرو ۰٫۳۳ کیلومتر مربع مساحت و ۴۰۲ نفر جمعیت دارد.